# ブレット・ド・バリー
ブレット・ド・バリー（Brett de Bary 女性、1943年-　）は、アメリカ合衆国の日本文学研究者、コーネル大学東アジア学部教授。専門は日本文学・映画研究、比較文学・翻訳理論研究。

## 人物・来歴
コロンビア大学教授だったウィリアム・セオドア・ド・バリーの長女。コロンビア大学バーナード・カレッジ卒業後、ハーバード大学で、修士号と博士号を取得。多言語雑誌『トレイシーズ』副編集長。柄谷行人の『日本近代文学の起源』を英訳した。

## 翻訳
- Origins of modern Japanese literature   1993
- 中野重治Three works 1979